# Архиепархия Гданьска
 Архиепархия Гданьска  (лат. Archidioecesis Gedanensis) — архиепархия Римско-Католической церкви с центром в городе Гданьск, Польша. В митрополию Гданьска входят епархии Пльплина, Торуня. Кафедральным собором архиепархии Гданьска является церковь Пресвятой Троицы, Пресвятой Девы Марии и святого Бернарда

## История
21 апреля 1922 года Святой Престол учредил апостольскую администратуру Данцига, выделив её из архиепархии Вармии.
30 декабря 1925 года Римский папа Пий XI издал буллу «Universa christifidelium», которой преобразовал апостольскую администратуру Данцига в епархию. Из-за сложной политической обстановки епархия Данцига подчинялась напрямую Святому Престолу.
25 марта 1992 года Римский папа Иоанн Павел II выпустил буллу Totus tuus Poloniae populus, которой возвёл епархию Гданьска в ранг архиепархии.

## Одинарии архиепархии
- епископ Эдуард О’Рурк (2.01.1926 — 13.06.1938)
- епископ Карло Мария Шплетт (13.06.1938 — 5.03.1964)
- епископ Эдмунд Новицкий (7.03.1964 — 10.03.1971)
- епископ Лех Качмарек (1.12.1971 — 31.07.1984)
- архиепископ Тадеуш Гоцловский (31.12.1984 — 17.04.2008)
- архиепископ Славой Лешек Глудзь (17.04.2008 — 13.08.2020)
- архиепископ Тадеуш Войда (со 2.03.2021)

## Источник
- Annuario Pontificio, Libreria Editrice Vaticana, Città del Vaticano, 2003, ISBN 88-209-7422-3
- Булла Universa christifidelium, AAS 18 (1926), стр. 38 Архивная копия от 27 марта 2010 на Wayback Machine  (лат.)
- Булла Totus tuus Poloniae populus, AAS 84 (1992), стр. 1099 Архивная копия от 13 июля 2020 на Wayback Machine  (лат.)